# Pirapó
Pirapó es un municipio brasileño del estado de Río Grande del Sur.
El municipio es bañado por las aguas del río Uruguay, que hace de frontera con la Argentina. Su población estimada para el año 2004 era de 3.120 habitantes.
Ocupa una superficie de 291,7 km².
- Datos: Q596649
- Multimedia: Pirapó / Q596649